# Thaumatogelis robustus
Thaumatogelis robustus là một loài tò vò trong họ Ichneumonidae.